# 33a Brigada Mixta (Exèrcit Popular de la República)
La 33a Brigada Mixta va ser una unitat de l'Exèrcit Popular de la República creada durant la Guerra Civil Espanyola. Formava part de la 3a Divisió, va tenir un paper rellevant durant la batalla de l'Ebre i el començament de la campanya de Catalunya.

## Historial
La unitat va ser creada el 6 de gener de 1937 a El Escorial, a partir dels batallons «1r de Maig», «Capità Condés», «Fermín Galán», «Mariana Pineda», «La Muntanya» i els batallons provisionals num. 1, 2 i 4. La 33a Brigada Mixta, que va quedar agregada a la 3a Divisió del I Cos d'Exèrcit, cobria el sector que anava des de Valdemorillo fins a Zarzalejo.
El major de milícies Gaspar Ginés va ser nomenat comandant de la 33a BM, però seria substituït a l'abril pel major de milícies Esteban Cabezos Morente. Per al càrrec de comissari es va designar Ángel Gimeno Gómez. La unitat va romandre situada en el front de Madrid durant els següents mesos, sense intervenir en cap operació rellevant. En la primavera de 1938 va ser enviada al front d'Aragó al costat de la resta de la 3a Divisió, on va defensar diverses posicions enfront dels atacs enemics. A mitjans d'abril, després de l'arribada al mar de les forces franquistes, va quedar encerclada a Catalunya. El comandament de la unitat va passar al major de milícies Fidel Ruiz Sánchez.
El 25 de juliol la 33a Brigada va creuar l'Ebre a tres quilòmetres al sud de Flix, ocupant el poble, el castell i la fàbrica «Electroquímíca» de Cros, avançant posteriorment sobre La Fatarella. Va continuar el seu va progressar cap a la Pobla de Massaluca i Vilalba dels Arcs. Va arribar a ocupar el cementiri d'aquesta última localitat, però els repetits atacs contra el nucli urbà es van saldar amb un fracàs i van causar un elevadíssim nombre de baixes; això va obligar a la retirada de la 33a BM, que va passar a rereguarda per a ser reorganitzada. A mitjan agost va tornar al front de combat, quedant situada en el vèrtex «Gaeta»; va perdre aquesta posició el 22 d'agost, però va poder recuperar algunes posicions que va aconseguir retenir sense canvis fins a mitjan novembre. El 12 de novembre va haver de retirar-se cap a Ascó, i va creuar l'Ebre tres dies després.
Després del final dels combats de l'Ebre va passar a rellevar a les forces la 43a Divisió, reagrupant-se posteriorment en l'aèria de Juncosa Valdemolins-Pobla de Cérvoles. Després del començament de l'ofensiva franquista a Catalunya va aconseguir detenir l'avanç enemic a La Granadella fins al 29 de desembre. Després de diverses setmanes de combats la unitat es trobava molt infringida, per la qual cosa el 12 de gener de 1939 va ser retirada al front per a reorganitzar-se a Alcover. No obstant això, l'endemà passat es va veure obligada retirar-se davant l'avanç de la 5a Divisió de Navarra —que va ocupar la població. El dia 15 la 33a BM va quedar situada en la línia defensiva del riu Gaià, coincidint amb l'ocupació franquista de Tarragona. La resistència republicana pràcticament es va enfonsar a partir d'aquest moment, per la qual cosa la brigada va emprendre la retirada cap al nord. Per al 2 de febrer es trobava situada al sud de la carretera de Vidreres a Lloret. L'endemà passat la brigada es va autodissoldre, poc abans de travessar la frontera francesa.

## Comandaments
Comandants
- Major de milícies Gaspar Ginés;
- Major de milícies Esteban Cabezos Morente;[5]
- Major de milícies Enrique Escudero Serrano;
- Major de milícies Fidel Ruiz Sánchez;[6]

Comissaris
- Ángel Gimeno Gómez, del PSOE;[7]